# Helge Granat
Helge Albert Granat, född 27 januari 1899 i Kristianstad, död 14 februari 1978 i Gävle, var en svensk skolman och författare.
Helge Granat blev filosofie licentiat vid Lunds universitet 1933, var lärare vid Kristianstads folkskolor 1919–1922, rektor vid Brunnby högre folkskola 1925–1938, samt lektor i psykologi och pedagogik vid folkskoleseminariet i Umeå 1938–1946. Från 1946 var han rektor vid folkskoleseminariet i Gävle. Granat var ledamot av arméns officersutbildningskommitté 1944–1946. Han utgav diktsamlingarna Den stora oron (1923) och Gyllene morgon (1929) samt böckerna Saklighetens etos, riktlinjer för en etik på vetenskaplig grundval (1937) och Urvalsdemokrati (1942).